# Francis Younghusband
Trung tá Sir Francis Edward Younghusband (31 tháng năm 1863-31 tháng 7 năm 1942) là một sĩ quan quân đội, nhà thám hiểm và nhà văn tâm linh người Anh. Ông được người ta nhớ vì chuyến đi của ông ở vùng Viễn Đông và Trung Á; đặc biệt là năm chuyến thám hiểm Anh ở Tây Tạng năm 1904, được ông chỉ huy và vì bài viết của ông về châu Á và chính sách đối ngoại. Younghusband giữ chức vụ kể cả ủy viên Anh đến Tây Tạng và Chủ tịch của Hiệp hội Địa lý Hoàng gia.

## Tiểu sử
Francis Younghusband sinh năm 1863 tại Murree, Ấn Độ thuộc Anh, trong một gia đình quân đội Anh, là anh trai của thiếu tướng George Younghusband và con trai thứ hai của thiếu tướng John W. Younghusband và vợ Clara Jane Shaw. anh trai của Clara, Robert Shaw, là một nhà thám hiểm ghi nhận của Trung Á. Chú của ông Trung tướng Charles Younghusband CB FRS, là một sĩ quan quân đội Anh và khí tượng học.
Lúc còn là đứa trẻ, Francis đã được mẹ đưa đến sống ở Anh. Khi Clara trở về Ấn Độ vào năm 1867, bà đã gửi con trai của mình cho bà dì theo đạo nghiêm khắc và khổ hạnh. Năm 1870, mẹ và cha của cậu trở lại Anh và đoàn tụ gia đình. Năm 1876 tại mười ba tuổi, Francis nhập Clifton College, Bristol. Năm 1881 ông nhập Trường quân đội Hoàng gia, Sandhurst, và được đưa như một cấp thấp trong đội cận vệ Vua 1 Dragoon vào năm 1882. 

## Sách tham khảo
- Các tác phẩm của Francis Younghusband tại Dự án Gutenberg
- Các tác phẩm của hoặc nói về Francis Younghusband tại Internet Archive
- Chân dung của Francis Younghusband tại Phòng Trưng bày Chân dung Quốc gia, Luân Đôn
- “Tài liệu lưu trữ liên quan đến Francis Younghusband”. Cơ quan Lưu trữ quốc gia Vương quốc Liên hiệp Anh.
- World Congress of Faiths' History
- Royal Geographic Society photograph of Younghusband's Mission to Tibet
- 1st King's Dragoon Guards (regiments.org)
- The heart of nature (1921)
- India and Tibet (1910)